# رندی رودز
رَندی رودز (به انگلیسی: Randy Rhoads) با نام کامل رندال ویلیام رودز گیتاریست چیره‌دست و ماهر آمریکایی بود که در سنین جوانی به علت سانحه هوایی کشته شد. او بیشتر به عنوان یکی از اعضای گروه‌های آزی آزبورن و کوایت رایُت شناخته می‌شود. رندی رودز پس از مرگ در سال 2021 توسط تام مورلو گیتاریست آمریکایی وارد تالار مشاهیر راک اندرول شد. آثار وی جزو بهترین آثار در تاریخ موسیقی راک و متال به شمار می‌رود.
در سال‌های آغازین دههٔ ۸۰ میلادی و در دوره‌ای که گیتاریست‌های نوپای هوی متال سعی می‌کردند شبیه ادی ون هیلن باشند، رَندی رودز یکی از معدود گیتاریست‌های جوانی بود که شیوهٔ منحصربه‌فرد خودش را در نوازندگی ارائه کرد. رودز به جای آن‌که سعی کند مانند دیگران به تقلید تکنیک تپینگ دودستی ون هیلن بپردازد با اتکا به پیشینهٔ نوازندگی‌اش در سبک کلاسیک، یکی از اولین نوازندگان هوی متال بود که موسیقی کلاسیک را در اجرای قطعات هوی متال بر روی گیتار الکتریک دخالت داد.(شیوه‌ای که در سال‌های بعد با نام نئو کلاسیکال متال شناخته شد و توسط بزرگانی چون مالمستین گسترش داده شد).

## درباره
او با نام کامل رندال ویلیام رودز زادهٔ ۶ دسامبر ۱۹۵۶ در سانتا مونیکای کالیفرنیاست.
مادرش معلم موسیقی بود و رودز قبل از ده سالگی، فراگیری گیتار کلاسیک را شروع کرد. در نوجوانی به موسیقی هارد راک و گروه‌هایی چون بلک سبث، الیس کوپر و مانتین علاقه‌مند شد که باعث تغییر در سلیقهٔ موسیقی و سبک نوازندگی‌اش شد.
پس از همکاری‌های کوتاه مدت با چند گروه موسیقی مدرسه‌ای، در سال ۱۹۷۵ به همراه کوین دابرو گروه راک کوایت رایُت را تأسیس کرد که تا سال ۱۹۷۸ در آن گروه عضویت داشت. او پس از انتشار دومین آلبوم کوایت رایُت از آن‌ها جدا شد و در سال ۱۹۷۹ به عنوان اولین گیتاریست گروه تازه تأسیس آزی آزبورن به آن‌ها پیوست.
دو آلبوم کولاک آز(۱۹۸۰) و خاطرات یک دیوانه(۱۹۸۱) که او در ساخت و اجرای‌شان با آزی آزبورن همکاری کرد از آثار برجستهٔ رندی رودز به‌شمار می‌آیند.
تونی آیومی دربارهٔ اولین باری که آهنگی از رندی رودز شنید گفت: «خوب، بله، او نوازندهٔ خوبی بود. من ننشستم به کارهای آزی گوش بدم، چون نگران کار خودمان(بلک سبث) بودم. تا این که آن را از رادیو شنیدم. بله او نوازندهٔ بزرگی است. نوازندهٔ واقعاً بزرگی است…»

## مرگ
در صبح روز ۱۹ مارس ۱۹۸۲ رودز -که به همراه بقیهٔ اعضای آزی آزبورن در راه جشنواره‌ای در اورلاندو بودند- در سانحهٔ سقوط هواپیما کشته شد. ماجرا به این شکل اتفاق افتاد که اعضای گروه و همراهان‌شان در منزل رانندهٔ اتوبوس تور که در میانهٔ راه قرار داشت برای استراحت توقف می‌کنند. راننده -که گواهینامهٔ باطل‌شدهٔ خلبانی داشته و تمام شب قبل را به راندن اتوبوس مشغول بوده- رودز و آرایشگر گروه را برای پرواز با خودش سوار هواپیما می‌کند. در نهایت هواپیما پس از چندبار انجام حرکات نمایشی بر فراز اتوبوس تور-که بقیهٔ اعضا در آن مشغول استراحت بودند- دچار سانحه می‌شود و هر ۳ نفر در دم کشته می‌شوند.

## میراث
- مجله رولینگ استون در سال ۲۰۰۳ و در رده‌بندی «۱۰۰ گیتاریست برتر تمامی دوران»، جایگاه هشتاد و پنجم را به رَندی رودز اختصاص داد.[۱۱]
- نشریهٔ دنیای گیتار نیز در سال ۲۰۰۴ و در رده‌بندی «۱۰۰ گیتاریست برتر هوی متال تمامی دوران»، رَندی رودز را در ردهٔ چهارم قرار داد.[۱۲]
- مجله رولینگ استون در رده‌بندی «۱۰۰ آهنگ گیتار برتر تمامی دوران»، جایگاه پنجاه و یکم را به آهنگ «قطار دیوانه» از آلبوم «طوفان آز» اختصاص داد.[۱۳]